# Escola Oficial de Periodisme
L'Escola Oficial de Periodisme va ser un centre d'estudis oficials de periodisme, així com la pròpia institució acadèmica amb àmbit d'actuació en tot Espanya, creada el 1941 a l'empara del règim franquista. L'Escola Oficial de Periodisme va estar adscrita primer a la delegació de premsa de la sotssecretaria d'Educació Popular de FET y JONS i, després, a la Delegació Nacional de Premsa i Propaganda. Va continuar existint fins al final de la dictadura franquista.

## Antecedents
Els estudis de periodisme com a tals no existien a Espanya abans de 1941. No obstant, ja al segle xix no van ser estranys els cursos de periodisme impartits en alguns centres universitaris. Eren uns cursos que, d'altra banda, tenien un caràcter oficiós i estaven sempre vinculats als estudis de Lletres. Així es troben antecedents a la Universitat de Salamanca, amb Fernando Ricardo Araujo Gómez, i a la Universitat de Santiago de Compostel·la. A El Debate, fundat per Juan Aparicio, es va mantenir una escola de periodisme abans de la guerra civil que va dirigir Ángel Herrera Oria.

## Història

### Creació i primers anys
Durant la guerra civil, el bàndol franquista va resoldre aprovar una provisional Llei de premsa —Llei de 22 d'abril de 1938, la vigència del qual es va perllongar fins a 1966— en la qual es van establir les bases per al control de la informació i dels qui exercien el periodisme. Així, es va imposar la censura prèvia, la formació futura que havien de tenir els periodistes en una escola a aquest efecte i un registre dels mateixos, requisits sense els quals no es podia exercir el periodisme.
En finalitzar el conflicte, els vencedors van establir una sèrie de cursos especialitzats per a periodistes, que van començar a impartir-se en 1940 sota la direcció de Vicente Gallego i la tutela i supervisió del ministeri de la Governació. L'Escola Oficial de Periodisme es va constituir l'any següent, mitjançant una ordre ministerial de 17 de novembre de 1941, publicada en el Butlletí Oficial de l'Estat del 19 del mateix mes i any. L'ordre va ser dictada per un organisme vinculat a Falange Española Tradicionalista y de las JONS, la sotssecretaria d'Educació Popular, l'estructura de la qual dins del partit únic no li impedia tenir reconeguda la facultat que les seves resolucions tinguessin el rang d'ordre ministerial. L'Escola depenia directament de la Delegació Nacional de Premsa de la Sotssecretaria.
La institució va néixer amb una única seu a Madrid, situada en un principi al carrer Ayala, per passar poc després al carrer Zurbano. Les classes van començar oficialment el 2 de gener de 1942 amb una programació acadèmica de tres cursos. Un primer intent del ministeri d'Educació, amb Ibáñez Martín com a ministre, d'enllaçar aquests estudis amb els universitaris va resultar fallit. El 1952 es va obrir una subseu de l'Escola a Barcelona, que només va ser reconeguda com a seu pròpia el 1968, any en el qual va iniciar les classes sota la direcció de Juli Manegat. L'Escola va passar a dependre del ministeri d'Educació Nacional el 1943 i, després, del ministeri d'Informació i Turisme. En la dècada del 1960, el llavors director Bartolomé Mostaza va suggerir de nou que els estudis tinguessin caràcter universitari. La reorganització educativa de l'any següent tindria en compte la proposta, es va modificar el pla d'estudis i per mitjà d'una ordre del ministeri d'Informació i Turisme de 20 d'abril de 1967, es van ampliar a quatre els cursos i els estudis de periodisme es van considerar «títol de carrera superior».

### Tancament
El 1970 es va aprovar la Llei General d'Educació que considerava universitaris els estudis de periodisme i, el 1975, l'Escola Oficial de Periodisme i els centres autoritzats van tancar en benefici de les Facultats de Ciències de la Informació que es van anar creant en diverses universitats públiques i privades, la primera d'elles, la de la Universitat Complutense de Madrid. L'Escola de Periodisme de l'Església només va tornar a l'activitat el setembre de 1988, en el si de la Universitat Pontifícia de Salamanca.

## Altres centres autoritzats
Durant el franquisme es van permetre altres dos centres d'ensenyament del periodisme, encara que en tots dos casos els alumnes necessitaven acreditar els seus coneixements amb un examen de convalidació realitzat per l'Escola Oficial de Periodisme. Aquests centres van ser l'Institut de Periodisme de Navarra promogut per Josepmaria Escrivá de Balaguer, autoritzat el 1958 i vinculat a l'Estudi General de Navarra de l'Opus Dei, i l'Escola de Periodisme de l'Església, creada el 1960 per decret de la Prefectura de l'Estat i a l'empara del Concordat de 1953. L'Escola de l'Església va ser dirigida pel cardenal Ángel Herrera Oria, succeït per Ramon Cunill i Puig.